# Nicola da Urbino
Nicola di Gabriele Sbraga (ou Sbraghe), dit Nicola da Urbino (vers 1480-1538), est un peintre de majolique italienne.

## Biographie
Pendant longtemps, il fut considéré que Nicola da Urbino était Nicolò Pellipario de Castel Durante, le père de Guido Durantino, mais des documents d'archives mis à jour en 1980 ont définitivement invalidé cette hypothèse. La première mention de son nom figure dans des documents de la ville de Castel Durante datés de 1520,.
Nicola da Urbino serait arrivé à Urbino vers 1520, introduit par les peintres de la ville. Il ouvre plusieurs ateliers et contribue à la renommée de la ville pour la production de décors historiés. Il signe ses œuvres Nicola da Urbino du nom de la ville où il reste en activité jusqu'en 1537-1538.
En 1530, il se regroupe avec d'autres propriétaires d'ateliers de la ville pour protester contre les augmentations de salaire menées par un groupe d'artisans dont Francesco Xanto Avelli.
Nicola da Urbino meurt durant l'hiver de 1537-1538. Sa femme Girolama loue ses ateliers à Vincenzo Andreoli, fils de Giorgio Andreoli.
Le musée du Louvre reçoit deux plats de l'artiste, dont Histoire d'Orphée et d'Eurydice, en 2008.

## Style
À l'apogée de sa carrière, da Urbino produit des peintures majoliques inspiréess de gravures sur bois par ses décors historiés et des paysages idylliques dominés par une architecture Renaissance.
Ses œuvres se caractérisent par sa signature NICOL ou NICOLA en monogramme, ou encore Io Nichola pinsitt. Il était considéré comme le Raphaël de la majolique italienne.

## Œuvres

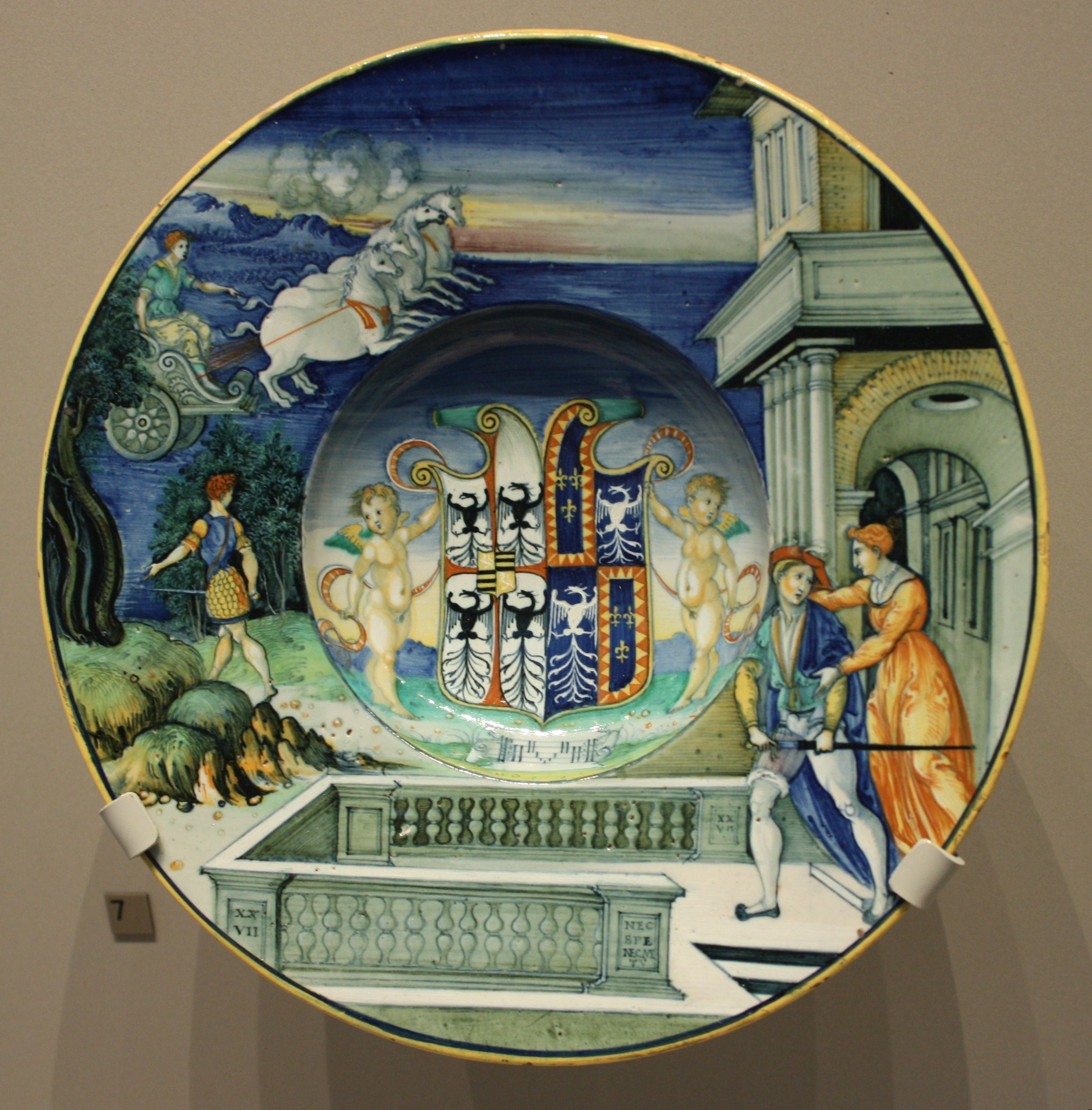
Hyppolyte et Phèdre, assiette du service d'Isabelle d'Este, vers 1524, (Victoria and Albert Museum).

### Service d'Isabelle d'Este
Nicola da Urbino est notamment l'auteur  du service en majolique d’Isabelle d'Este, marquise de Mantoue (1474-1539), service offert par sa fille Éléonore de Gonzague et dont les 23 pièces connues sont aujourd'hui dispersées dans différents musées ou collections privées. De ce service, on connait les pièces suivantes :
- Histoire d'Orphée et d'Eurydice, plat, vers 1524-1525, diam. 39 cm, musée du Louvre, Paris.
- Abimelech épiant Isaac et Rébecca, assiette, musée du Louvre, Paris[7].
- Festin de Didon et Énée, coupe sur pied bas, musée du Louvre, Paris[5].
- Aiguière aux armes et emblèmes d'Isabelle d'Este, 1524, faïence, 18.3 x 24.5 x 14.1 cm, musée du Louvre[5].
- Hippolyte et Phèdre, assiette, vers 1524, Victoria and Albert Museum, Londres.
- L'Histoire du roi Midas, 1520-1525, diam. 27,5 cm, Robert Lehman Collection (1975), Metropolitan Museum of Art[8]

### Autres
- La Calomnie d'Apelle, 1515-1520, plat de 53 cm, Rijksmuseum, Amsterdam. Armes de la famille Ridolfi[9].
- Re in Trono, 1521, inscrit Spes mea in Deo est et Domine memento mei, Hermitage Museum[10]
- Le Parnasse, fond de plat, vers 1525-1528, faïence, diam. 14 cm, musée du Louvre, Paris[11].